# ميجاتسونامي

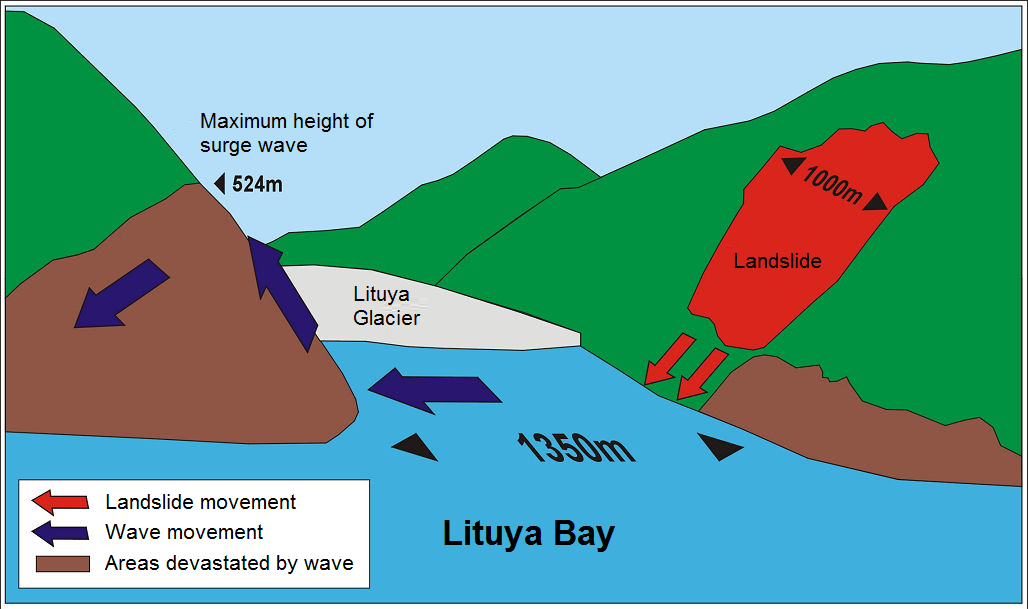
رسم بياني لانهيال ستوريجا يوضح وجود الميجاتسونامي

الميجاتسونامي هو مصطلح يُستخدم لوصف موجة كبيرة جدًا حدثت بسبب إزاحة كبيرة مفاجئة من مواد سقطت في الماء.
الميجاتسونامي لها طبيعة مختلفة عن أنواع التسونامي الأخرى المعتادة، فمعظم التسوناميات تحدث بسبب النشاط التكتوني تحت الماء، وبالتالي تحدث على طول حدود الصفائح التكتونية كنتيجة للزلازل عندما يرتفع وينخفض سطح البحر، التسوناميات المعتادة لها موجات سطحية في البحر، وترتفع المياه في موجة تصل إلى حوالي 10 أمتار (33 قدم)، كما أن قاع البحر يصبح ضحل بالقرب من الأرض، أما الميجاتسوناميات فهي تحدث عندما تسقط كمية كبيرة جدًا من المواد فجأة في الماء أو في أي مكان قريب من المياه، مثل اصطدام نيزك أو تساقط الصخور بسبب النشاط البركاني، من الممكن أن يصل ارتفاع الموج إلى مئات وربما آلاف الأمتار، كما أن الماء «يُرَش» إلى الأعلى وإلى الخارج بسبب الاصطدام أو الإزاحة، ونتيجة لذلك فإن ارتفاعين للمياه يتم الإشارة إليهما بالميجاتسونامي، ارتفاع الموجة نفسها (في الماء)، والارتفاع الذي تصل إليه عندما تصل إلى الأرض.
الميجاتسوناميات الحديثة منها واحدة مرتبطة بثوران كراكاتوا 1883، وميجاتسونامي خليج ليتويا 1958 [الإنجليزية]، ومن أمثلة ما قبل التاريخ انهيال ستوريجا [الإنجليزية]، والاصطدامات النيزكية فوهة تشيكشولوب وفوهة خليج تشيزبيك [الإنجليزية] واصطدام إلتانين [الإنجليزية].